# Pierre Crozat
Pierre Crozat (Tolosa 1661-1740) va ser un financer i col·leccionista francès. Tresorer de França, de vegades s'anomena, eufemísticament, "dels pobres", a diferència del seu germà Antoine, fundador de la Louisiana francesa. Contràriament al seu germà, era sobretot un autèntic mecenes, un home de gust i un dels més grans coneixedors de l'art del seu temps.

## Biografia

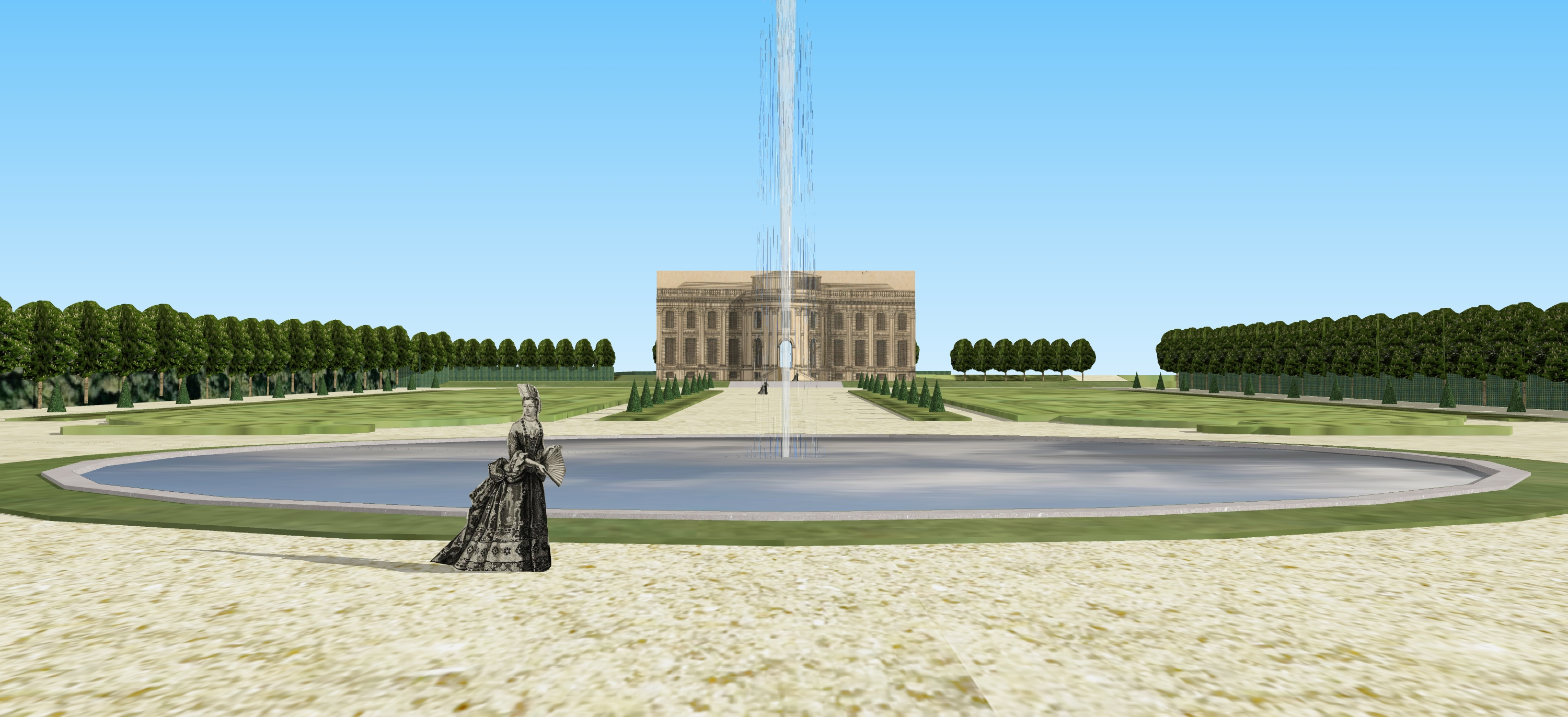
Vista reconstituïda del castell de Montmorency des de la mitja-lluna, tal com era l'any 1730

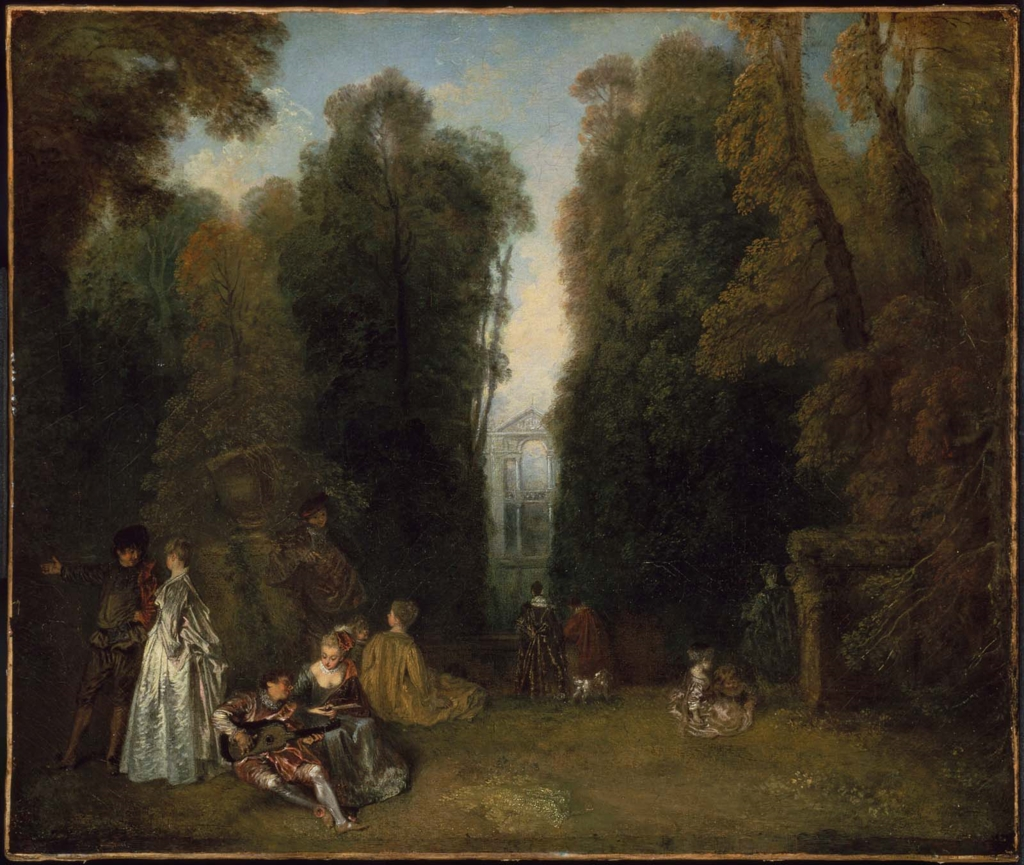
El Parc del castell de Montmorency per Antoine Watteau.

Tresorer de França a Montauban, tresorer dels Estats del Llenguadoc, va arribar a París cap al 1700. Col·leccionista d'art i mecenes, va reunir dibuixos i taules d'una qualitat excepcional.
El seu pare era Marc Antoni Crozat (1624-1690), originari de Millau, ric en terres i amb el títol de senyor de la Bastide i de Preserville. L'avi Crozat, Guillaume, era comerciant d'Albi. L'origen de la fortuna de Crozat era la seva capacitat de comerciar entre dos nuclis marítims comercials, Bordeus i Marsella, amb el centre de la ciutat de Tolosa. Marc Antoine va tenir quatre fills: Antoine, Pierre, l'abat Jean i Anne, tots ells del matrimoni amb Catherine de Saporta, filla d'un important advocat de Tolosa.
La memòria de Pierre resta adherida a la ciutat de Montmorency on, l'any 1702, va comprar l'antiga propietat del pintor de la cort Charles Le Brun, que estava deshabitada des que es va produir la mort d'aquest el 1690. Hi va fer edificar una casa magnífica on rebia molts artistes. El castell de Montmorency actualment ha desaparegut. El pintor Antoine Watteau hi va viure i va pintar teles representant el parc de Montmorency.
L'any 1704, va adquirir una mansió privada a París, a la rue de Richelieu 91-93, que va fer transformar i engrandir amb jardins. A l'hotel Crozat, el pintor Charles de la Fossa hi va viure amb la seva família fins a la seva mort. Hi va pintar un sostre que va acabar el 1707 per al qual va treballar amb el jove Watteau.

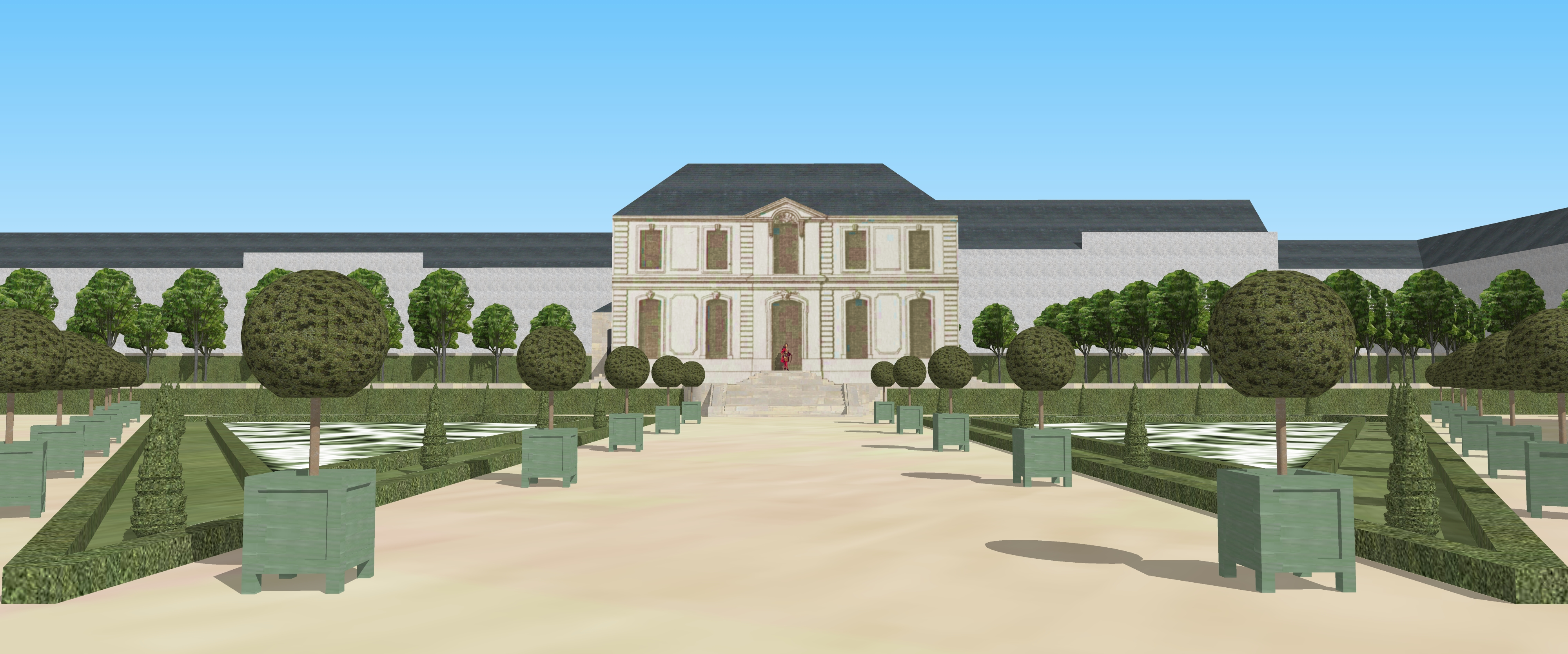
Vista de l'Hotel Crozat situat carrer de Richelieu a París, des de l'extrem de la platea, cap a 1710.

Gran col·leccionista, Pierre Crozat era un bon coneixedor de la pintura italiana (entre d'altres, l'Escola Veneciana). El 1716 establí amistat a Venècia amb els artistes Anton Maria Zanetti el vell i Rosalba Carriera, als quals convidà a París. Posseïa una gran col·lecció d'obres italianes, així com moltes pintures de l'Escola flamenca, incloent Rembrandt. Als 22 anys va començar a col·leccionar obres a Tolosa; una de les seves primeres compres va ser una sèrie de dibuixos de Raymond Lafage (en va posseir més de 300). La seva col·lecció rivalitza amb la col·lecció del futur regent, Philippe d'Orleans: aquest darrer li va encarregar des de 1714 d'adquirir a Roma l'antiga col·lecció d'art de Cristina de Suècia, paper que va continuar al 1721, beneficiant-se així de la protecció del sobirà. La compra es formalitzà el 1720, i constituí el conjunt més important de la col·lecció Orleans.
El 1729, apareix el primer volum d'un vast projecte anomenat el Recueil Crozat: es tracta de crear un nou instrument de coneixement de l'art per a un públic d'amateurs, coneixedors, col·leccionistes i artistes que, de manera inèdita, presenten les obres de les grans col·leccions prínceps i privades, essencialment sol·licitant la imatge gravada. Aquest projecte havia estat iniciat per Pierre Crozat el 1721 amb la complicitat del regent i de tot un cercle d'aficionats El primer volum d'aquesta col·lecció d'estampes inclou primer els dibuixos i pintures de l'escola romana, seguits d'un resum de la vida dels pintors, que es converteix en l'embrió del futur Abecedario de Pierre-Jean Mariette. Entre catàleg, àlbum i llibre d'art, aquest projecte va necessitar la complicitat del gravador i col·leccionista comte de Caylus. El 1742 apareix un segon volum, després de la mort de Crozat, i després s'atura,.
A la seva mort l'any 1740, Pierre Crozat va llegar tota la seva col·lecció de quadres (més de 400) i d'escultures als seus nebots (els nens d'Antoine), Louis-François (mort l'any 1750), Joseph-Antoine (mort l'any 1750), i Louis-Antoine (mort l'any 1770). Pierre Crozat va voler llegar una gran quantitat als pobres, una sèrie de vendes de dibuixos (19.000) i de talles, de manera que a l'abril i al maig de 1741 es va organitzar a París una venda, amb Pierre-Jean Mariette i tres altres experts, Gabriel Huquier, Edme-François Gersaint i François Joullain, que continua sent una de les primeres grans vendes del mercat de l'art tal com es va constituir a principis d'aquest segle i, sens dubte, la venda més important de dibuixos d'aquesta època. Les pedres gravades les va tornar a comprar el fill del regent.
L'altra part de la col·lecció Crozat, enriquida de passada, la va comprar de nou l'any 1772 als hereus de Louis Antoine Crozat, gràcies a Diderot, Caterina II i actualment es troba al Museu de l'Ermitage de Sant Petersburg.